# Золотой глобус (премия, 2013)
70-я церемония вручения наград премии «Золотой глобус»

13 января 2013 года
Лучший фильм (драма): 

«Операция „Арго“»
Лучший фильм (комедия или мюзикл): 

«Отверженные»
Лучший драматический сериал: 

«Родина»
Лучший сериал (комедия или мюзикл): 

«Девчонки»
Лучший мини-сериал или фильм на ТВ: 

«Игра изменилась»
< 69-я Церемонии вручения 71-я >
70-я церемония вручения наград премии «Золотой глобус» за заслуги в области кинематографа и телевидения за 2012 год состоялась 13 января 2013 года в Beverly Hilton Hotel (Лос-Анджелес, Калифорния, США). Номинанты были объявлены на пресс-конференции в отеле Беверли-Хилтон 13 декабря 2012 года.
Ведущими церемонии выступили комедийные актрисы Тина Фей и Эми Полер. Почётной награды имени Сесиля Б. Де Милля за жизненные достижения в области кинематографа удостоена актриса Джоди Фостер.
Лучшими фильмами года признаны «Операция „Арго“» Бена Аффлека, забравшего статуэтку за лучшую режиссёрскую работу, и «Отверженные» Тома Хупера. Лучшим актёром в драме стал Дэниэл Дэй-Льюис («Линкольн»), актрисой — Джессика Честейн («Цель номер один»). Аналогичными наградами за перевоплощения в комедиях отмечены Хью Джекман («Отверженные») и Дженнифер Лоуренс («Мой парень — псих»).

## Список лауреатов и номинантов
• Победители выделены отдельным цветом. 

### Игровое кино
Количество наград/номинаций:
- 1/7: «Линкольн»
- 2/5: «Операция „Арго“» / «Джанго освобождённый»
- 3/4: «Отверженные»
- 1/4: «Цель номер один» / «Мой парень — псих»
- 1/3: «Жизнь Пи»
- 0/3: «Рыба моей мечты» / «Мастер»
- 0/2: «Отель „Мэриголд“. Лучший из экзотических» / «Суррогат» / «Ржавчина и кость»
- 1/1: «007: Координаты „Скайфолл“» / «Храбрая сердцем» / «Любовь»

| Категории                             | Лауреаты и номинанты                                                                                         | Лауреаты и номинанты                                                          |
| ------------------------------------- | --- | ----------------------------------------------------------------------------- |
| Лучший фильм (драма)                  | • Операция «Арго» / Argo                                                                                     | • Операция «Арго» / Argo                                                      |
| Лучший фильм (драма)                  | • Джанго освобождённый / Django Unchained                                                                    |                                                                               |
| Лучший фильм (драма)                  | • Жизнь Пи / Life of Pi                                                                                      |                                                                               |
| Лучший фильм (драма)                  | • Линкольн / Lincoln                                                                                         |                                                                               |
| Лучший фильм (драма)                  | • Цель номер один / Zero Dark Thirty                                                                         |                                                                               |
| Лучший фильм (комедия или мюзикл)     | • Отверженные / Les Misérables                                                                               | • Отверженные / Les Misérables                                                |
| Лучший фильм (комедия или мюзикл)     | • Отель «Мэриголд». Лучший из экзотических / The Best Exotic Marigold Hotel                                  |                                                                               |
| Лучший фильм (комедия или мюзикл)     | • Королевство полной луны / Moonrise Kingdom                                                                 |                                                                               |
| Лучший фильм (комедия или мюзикл)     | • Рыба моей мечты / Salmon Fishing in the Yemen                                                              |                                                                               |
| Лучший фильм (комедия или мюзикл)     | • Мой парень — псих / Silver Linings Playbook                                                                |                                                                               |
| Лучший режиссёр                       | | • Бен Аффлек за фильм «Операция „Арго“»                                       |
| Лучший режиссёр                       | • Кэтрин Бигелоу — «Цель номер один»                                                                         |                                                                               |
| Лучший режиссёр                       | • Энг Ли — «Жизнь Пи»                                                                                        |                                                                               |
| Лучший режиссёр                       | • Стивен Спилберг — «Линкольн»                                                                               |                                                                               |
| Лучший режиссёр                       | • Квентин Тарантино — «Джанго освобождённый»                                                                 |                                                                               |
| Лучший актёр в драматическом фильме   | | • Дэниел Дэй-Льюис — «Линкольн» (за роль Авраама Линкольна)                   |
| Лучший актёр в драматическом фильме   | • Ричард Гир — «Порочная страсть» (за роль Роберта Миллера)                                                  |                                                                               |
| Лучший актёр в драматическом фильме   | • Джон Хоукс — «Суррогат» (за роль Марка О’Брайена)                                                          |                                                                               |
| Лучший актёр в драматическом фильме   | • Хоакин Феникс — «Мастер» (за роль Фредди Куэлла)                                                           |                                                                               |
| Лучший актёр в драматическом фильме   | • Дензел Вашингтон — «Экипаж» (за роль капитана Уильяма Уитакера)                                            |                                                                               |
| Лучшая актриса в драматическом фильме | | • Джессика Честейн — «Цель номер один» (за роль Майи)                         |
| Лучшая актриса в драматическом фильме | • Марион Котийяр — «Ржавчина и кость» (за роль Стефани)                                                      |                                                                               |
| Лучшая актриса в драматическом фильме | • Хелен Миррен — «Хичкок» (за роль Альмы Ревиль)                                                             |                                                                               |
| Лучшая актриса в драматическом фильме | • Наоми Уоттс — «Невозможное» (за роль Марии Беннетт)                                                        |                                                                               |
| Лучшая актриса в драматическом фильме | • Рэйчел Вайс — «Глубокое синее море» (за роль Эстер Колльер)                                                |                                                                               |
| Лучший актёр в комедии или мюзикле    | | • Хью Джекман — «Отверженные» (за роль Жана Вальжана)                         |
| Лучший актёр в комедии или мюзикле    | • Джек Блэк — «Берни» (за роль Берни Тиде)                                                                   |                                                                               |
| Лучший актёр в комедии или мюзикле    | • Брэдли Купер — «Мой парень — псих» (за роль Пэта Солитано)                                                 |                                                                               |
| Лучший актёр в комедии или мюзикле    | • Юэн Макгрегор — «Рыба моей мечты» (за роль д-ра Альфреда Джонса)                                           |                                                                               |
| Лучший актёр в комедии или мюзикле    | • Билл Мюррей — «Гайд-Парк на Гудзоне» (за роль Франклина Д. Рузвельта)                                      |                                                                               |
| Лучшая актриса в комедии или мюзикле  | | • Дженнифер Лоуренс — «Мой парень — псих» (за роль Тиффани Максвелл)          |
| Лучшая актриса в комедии или мюзикле  | • Эмили Блант — «Рыба моей мечты» (за роль Хэрриет Четвуд-Тэлбот)                                            |                                                                               |
| Лучшая актриса в комедии или мюзикле  | • Джуди Денч — «Отель „Мэриголд“. Лучший из экзотических» (за роль Эвелин Гринслейд)                         |                                                                               |
| Лучшая актриса в комедии или мюзикле  | • Мэгги Смит — «Квартет» (за роль Джин Хортон)                                                               |                                                                               |
| Лучшая актриса в комедии или мюзикле  | • Мерил Стрип — «Весенние надежды» (за роль Кэй Соумс)                                                       |                                                                               |
| Лучший актёр второго плана            | | • Кристоф Вальц — «Джанго освобождённый» (за роль д-ра Кинга Шульца)          |
| Лучший актёр второго плана            | • Алан Аркин — «Операция „Арго“» (за роль Лестера Сигела)                                                    |                                                                               |
| Лучший актёр второго плана            | • Леонардо Ди Каприо — «Джанго освобождённый» (за роль Кэлвина Кэнди)                                        |                                                                               |
| Лучший актёр второго плана            | • Филип Сеймур Хоффман — «Мастер» (за роль Ланкастера Додда)                                                 |                                                                               |
| Лучший актёр второго плана            | • Томми Ли Джонс — «Линкольн» (за роль Тадеуша Стивенса)                                                     |                                                                               |
| Лучшая актриса второго плана          | | • Энн Хэтэуэй — «Отверженные» (за роль Фантины)                               |
| Лучшая актриса второго плана          | • Эми Адамс — «Мастер» (за роль Пегги Додд)                                                                  |                                                                               |
| Лучшая актриса второго плана          | • Салли Филд — «Линкольн» (за роль Мэри Тодд Линкольн)                                                       |                                                                               |
| Лучшая актриса второго плана          | • Хелен Хант — «Суррогат» (за роль Шерил Коэн Грин)                                                          |                                                                               |
| Лучшая актриса второго плана          | • Николь Кидман — «Газетчик» (за роль Шарлотты Блесс)                                                        |                                                                               |
| Лучший сценарий                       | | • Квентин Тарантино — «Джанго освобождённый»                                  |
| Лучший сценарий                       | • Марк Боал — «Цель номер один»                                                                              |                                                                               |
| Лучший сценарий                       | • Тони Кушнер — «Линкольн»                                                                                   |                                                                               |
| Лучший сценарий                       | • Дэвид О. Расселл — «Мой парень — псих»                                                                     |                                                                               |
| Лучший сценарий                       | • Крис Террио — «Операция „Арго“»                                                                            |                                                                               |
| Лучшая музыка к фильму                | | • Майкл Данна — «Жизнь Пи»                                                    |
| Лучшая музыка к фильму                | • Александр Деспла — «Операция „Арго“»                                                                       |                                                                               |
| Лучшая музыка к фильму                | • Дарио Марианелли — «Анна Каренина»                                                                         |                                                                               |
| Лучшая музыка к фильму                | • Том Тыквер, Джонни Клаймек и Райнхольд Хайль — «Облачный атлас»                                            |                                                                               |
| Лучшая музыка к фильму                | • Джон Уильямс — «Линкольн»                                                                                  |                                                                               |
| Лучшая песня                          | • Skyfall — «007: Координаты „Скайфолл“» — музыка и слова: Адель и Пол Эпворт                                | • Skyfall — «007: Координаты „Скайфолл“» — музыка и слова: Адель и Пол Эпворт |
| Лучшая песня                          | • For You — «Закон доблести» — музыка и слова: Кит Урбан и Монти Пауэлл                                      |                                                                               |
| Лучшая песня                          | • Not Running Anymore — «Реальные парни» — музыка и слова: Джон Бон Джови                                    |                                                                               |
| Лучшая песня                          | • Safe & Sound — «Голодные игры» — музыка и слова: Тейлор Свифт, Джон Пол Уайт, Джой Уильямс, Ти Боун Бёрнэт |                                                                               |
| Лучшая песня                          | • Suddenly — «Отверженные» — музыка: Клод-Мишель Шёнберг; слова: Герберт Крецмер и Ален Бублиль              |                                                                               |
| Лучший анимационный фильм             | • Храбрая сердцем / Brave                                                                                    | • Храбрая сердцем / Brave                                                     |
| Лучший анимационный фильм             | • Франкенвини / Frankenweenie                                                                                |                                                                               |
| Лучший анимационный фильм             | • Монстры на каникулах / Hotel Transylvania                                                                  |                                                                               |
| Лучший анимационный фильм             | • Хранители снов / Rise of the Guardians                                                                     |                                                                               |
| Лучший анимационный фильм             | • Ральф / Wreck-It Ralph                                                                                     |                                                                               |
| Лучший фильм на иностранном языке     | • Любовь / Amour (Австрия)                                                                                   | • Любовь / Amour (Австрия)                                                    |
| Лучший фильм на иностранном языке     | • Королевский роман / En kongelig affære (Дания)                                                             |                                                                               |
| Лучший фильм на иностранном языке     | • 1+1 / Intouchables (Франция)                                                                               |                                                                               |
| Лучший фильм на иностранном языке     | • Кон-Тики / Kon-Tiki (Норвегия, Великобритания, Дания)                                                      |                                                                               |
| Лучший фильм на иностранном языке     | • Ржавчина и кость / De rouille et d'os (Франция)                                                            |                                                                               |

### Телевизионные награды
| Категории                                                               | Лауреаты и номинанты                                                                       | Лауреаты и номинанты                                                    |
| ----------------------------------------------------------------------- | ------------------------------------------------------------------------------------------ | ----------------------------------------------------------------------- |
| Лучший телевизионный сериал (драма)                                     | • Родина / Homeland                                                                        | • Родина / Homeland                                                     |
| Лучший телевизионный сериал (драма)                                     | • Во все тяжкие / Breaking Bad                                                             |                                                                         |
| Лучший телевизионный сериал (драма)                                     | • Подпольная империя / Boardwalk Empire                                                    |                                                                         |
| Лучший телевизионный сериал (драма)                                     | • Аббатство Даунтон (2-й сезон) / Downton Abbey                                            |                                                                         |
| Лучший телевизионный сериал (драма)                                     | • Новости / The Newsroom                                                                   |                                                                         |
| Лучший телевизионный сериал (комедия или мюзикл)                        | • Девчонки / Girls                                                                         | • Девчонки / Girls                                                      |
| Лучший телевизионный сериал (комедия или мюзикл)                        | • Теория Большого взрыва / The Big Bang Theory                                             |                                                                         |
| Лучший телевизионный сериал (комедия или мюзикл)                        | • Эпизоды / Episodes                                                                       |                                                                         |
| Лучший телевизионный сериал (комедия или мюзикл)                        | • Американская семейка / Modern Family                                                     |                                                                         |
| Лучший телевизионный сериал (комедия или мюзикл)                        | • Смэш / Smash                                                                             |                                                                         |
| Лучший мини-сериал или телефильм                                        | • Игра изменилась / Game Change                                                            | • Игра изменилась / Game Change                                         |
| Лучший мини-сериал или телефильм                                        | • Девушка / The Girl                                                                       |                                                                         |
| Лучший мини-сериал или телефильм                                        | • Хэтфилды и Маккои / Hatfields & McCoys                                                   |                                                                         |
| Лучший мини-сериал или телефильм                                        | • Час / The Hour                                                                           |                                                                         |
| Лучший мини-сериал или телефильм                                        | • Политические животные / Political Animals                                                |                                                                         |
| Лучшая мужская роль в драматическом телесериале                         |                                                                                            | • Дэмиэн Льюис — «Родина» (за роль Николаса Броуди)                     |
| Лучшая мужская роль в драматическом телесериале                         | • Стив Бушеми — «Подпольная империя» (за роль Еноха «Наки» Томпсона)                       |                                                                         |
| Лучшая мужская роль в драматическом телесериале                         | • Брайан Крэнстон — «Во все тяжкие» (за роль Уолтера Уайта)                                |                                                                         |
| Лучшая мужская роль в драматическом телесериале                         | • Джефф Дэниэлс — «Новости» (за роль Уилла Макэвоя)                                        |                                                                         |
| Лучшая мужская роль в драматическом телесериале                         | • Джон Хэмм — «Безумцы» (за роль Дона Дрейпера)                                            |                                                                         |
| Лучшая женская роль в в драматическом телесериале                       |                                                                                            | • Клэр Дэйнс — «Родина» (за роль Кэрри Мэтисон)                         |
| Лучшая женская роль в в драматическом телесериале                       | • Конни Бриттон — «Нэшвилл» (за роль Рэйны Джеймс)                                         |                                                                         |
| Лучшая женская роль в в драматическом телесериале                       | • Гленн Клоуз — «Схватка» (за роль Пэтти Хьюз)                                             |                                                                         |
| Лучшая женская роль в в драматическом телесериале                       | • Мишель Докери — «Аббатство Даунтон» (за роль леди Мэри Кроули)                           |                                                                         |
| Лучшая женская роль в в драматическом телесериале                       | • Джулианна Маргулис — «Хорошая жена» (за роль Алисии Флоррик)                             |                                                                         |
| Лучшая мужская роль в телесериале (комедия или мюзикл)                  |                                                                                            | • Дон Чидл — «Обитель лжи» (за роль Марти Каана)                        |
| Лучшая мужская роль в телесериале (комедия или мюзикл)                  | • Алек Болдуин — «Студия 30» (за роль Джека Донаги)                                        |                                                                         |
| Лучшая мужская роль в телесериале (комедия или мюзикл)                  | • Луи Си Кей — «Луи» (за роль Луи)                                                         |                                                                         |
| Лучшая мужская роль в телесериале (комедия или мюзикл)                  | • Мэтт Леблан — «Эпизоды» (за роль Мэтта Леблана)                                          |                                                                         |
| Лучшая мужская роль в телесериале (комедия или мюзикл)                  | • Джим Парсонс — «Теория Большого взрыва» (за роль Шелдона Купера)                         |                                                                         |
| Лучшая женская роль в телесериале (комедия или мюзикл)                  |                                                                                            | • Лина Данэм — «Девчонки» (за роль Ханны Хорват)                        |
| Лучшая женская роль в телесериале (комедия или мюзикл)                  | • Зоуи Дешанель — «Новенькая» (за роль Джессики «Джесс» Дэй)                               |                                                                         |
| Лучшая женская роль в телесериале (комедия или мюзикл)                  | • Джулия Луи-Дрейфус — «Вице-президент» (за роль вице-президента Селины Мейер)             |                                                                         |
| Лучшая женская роль в телесериале (комедия или мюзикл)                  | • Тина Фей — «Студия 30» (за роль Лиз Лемон)                                               |                                                                         |
| Лучшая женская роль в телесериале (комедия или мюзикл)                  | • Эми Полер — «Парки и зоны отдыха» (за роль Лесли Ноуп)                                   |                                                                         |
| Лучший актёр в мини-сериале или телефильме                              |                                                                                            | • Кевин Костнер — «Хэтфилды и Маккои» (за роль «Дьявола» Энса Хэтфилда) |
| Лучший актёр в мини-сериале или телефильме                              | • Бенедикт Камбербэтч — «Шерлок» (за роль Шерлока Холмса)                                  |                                                                         |
| Лучший актёр в мини-сериале или телефильме                              | • Вуди Харрельсон — «Игра изменилась» (за роль Стива Шмидта)                               |                                                                         |
| Лучший актёр в мини-сериале или телефильме                              | • Тоби Джонс — «Девушка» (за роль Альфреда Хичкока)                                        |                                                                         |
| Лучший актёр в мини-сериале или телефильме                              | • Клайв Оуэн — «Хемингуэй и Геллхорн» (за роль Эрнеста Хемингуэя)                          |                                                                         |
| Лучшая актриса в мини-сериале или телефильме                            |                                                                                            | • Джулианна Мур — «Игра изменилась» (за роль Сары Пэйлин)               |
| Лучшая актриса в мини-сериале или телефильме                            | • Николь Кидман — «Хемингуэй и Геллхорн» (за роль Марты Геллхорн)                          |                                                                         |
| Лучшая актриса в мини-сериале или телефильме                            | • Джессика Лэнг — «Американская история ужасов: Психбольница» (за роль сестры Джуд Мартин) |                                                                         |
| Лучшая актриса в мини-сериале или телефильме                            | • Сиенна Миллер — «Девушка» (за роль Типпи Хедрен)                                         |                                                                         |
| Лучшая актриса в мини-сериале или телефильме                            | • Сигурни Уивер — «Политические животные» (за роль Элейн Бэрриш)                           |                                                                         |
| Лучший актёр второго плана в телесериале, мини-сериале или телефильме   |                                                                                            | • Эд Харрис — «Игра изменилась» (за роль Джона Маккейна)                |
| Лучший актёр второго плана в телесериале, мини-сериале или телефильме   | • Макс Гринфилд — «Новенькая» (за роль Шмидта)                                             |                                                                         |
| Лучший актёр второго плана в телесериале, мини-сериале или телефильме   | • Дэнни Хьюстон — «Волшебный город» (за роль Бена Дайамонда)                               |                                                                         |
| Лучший актёр второго плана в телесериале, мини-сериале или телефильме   | • Мэнди Патинкин — «Родина» (за роль Соула Беренсона)                                      |                                                                         |
| Лучший актёр второго плана в телесериале, мини-сериале или телефильме   | • Эрик Стоунстрит — «Американская семейка» (за роль Камерона Такера)                       |                                                                         |
| Лучшая актриса второго плана в телесериале, мини-сериале или телефильме |                                                                                            | • Мэгги Смит — «Аббатство Даунтон» (за роль Вайолет Кроули)             |
| Лучшая актриса второго плана в телесериале, мини-сериале или телефильме | • Хейден Панеттьер — «Нэшвилл» (за роль Джульетты Барнс)                                   |                                                                         |
| Лучшая актриса второго плана в телесериале, мини-сериале или телефильме | • Арчи Панджаби — «Хорошая жена» (за роль Калинды Шармы)                                   |                                                                         |
| Лучшая актриса второго плана в телесериале, мини-сериале или телефильме | • Сара Полсон — «Игра изменилась» (за роль Николь Уоллес)                                  |                                                                         |
| Лучшая актриса второго плана в телесериале, мини-сериале или телефильме | • София Вергара — «Американская семейка» (за роль Глории Дельгадо-Притчетт)                |                                                                         |

### Специальные награды
| Премия Сесиля Б. Де Милля (Награда за вклад в кинематограф) | Джоди Фостер | • Джоди Фостер                                                                                   |
| Мисс Золотой глобус 2013 (Символическая награда)            |              | • Франческа Иствуд — (дочь актёра, режиссёра и продюсера Клинта Иствуда и актрисы Фрэнсис Фишер) |